# Закон судниј људем
Закон судни људем (стсл. Законъ соудьныи людьмъ) први је правни текст који је написан на старословенском језику. Био је намењен углавном простим људима. Законик има 32 главе, које садрже елементе грађанског (заступљеног једино и одредбама о браку и онима о накнади штете), док преовлађује материја кривичног права. Извор овог документа је византијски законик Еклога (главна разлика у односу на Еклогу је у ублажењу телесних казни). Из ње су преузета најмање 22 члана (десет као дословни превод, а дванаест уз прераде), док су остале одредбе или из обичајног бугарског (словенског) права, или су део редактора. Законик је настао крајем 9. и почетком 10. века. Иако се тачно не зна где је написан, највероватније је то било у Првом бугарском царству или у Великоморавској кнежевини. Аутором законика се сматра Ћирило Солунски.
Оригинална верзија није сачувана, већ само преписи унутар руских мешовитих канонско-световних зборника. Најстарији преписи Закона судног људем потичу из 13. века. Најпознатији од њих је Новгородскиј список из 1280. године.

## Изабране одредбе
Поједине изабране одредбе:
2. У свим споровима, тужбама или (по) пријавама кнежеви и судије да не суде без довољно сведока, већ да странкама, тужиоцима или туженима говоре, да уколико немају сведоке, како налаже и закон Божји, очекују ону исту казну која се спрема другима; тако заповеда и Божји закон, а онај ко га не поштује, нека је проклет.
18. Родитељи и деца, ако сведоче једни против других, да им се не верује. Нити жени против мужа. А и роб и слободан могу бити сведоци.
20. Сведоци по чувењу да не сведоче, говорећи да су начули од овог или оног дужника, нити да сведоче било шта друго по чувењу, чак и да су жупани ти који би (овако) сведочили.
23. Ако неко затвори туђу стоку, па је умори глађу или је побије на неки други начин, да се осуди на дупло.
29. Ко слободног човека прода као роба, или га као роба задржи, нека буде преведен у (статус) роба. Зато што је слободног претворио у роба, нека и сам то постане.